# Cuchillazo
Cuchillazo est un groupe péruvien de rock, originaire de Lima. Au long de son histoire, le groupe a fait l'ouverture en concert du groupe suédois The Hives et partagé la scène avec des groupes de renom comme A.N.I.M.A.L., Sepultura et Puddle of Mudd,.
Ils sont aussi connus pour avoir participé aux bandes sons de séries télévisées nationales telles que Misterio et La gran sangre (es).

## Historique

### Débuts
Leur premier album, Cuchillazo (2003), est une improvisation musicale enregistrée avec Capi Baigorria (batterie). Quelques mois plus tard, Rafael Otero termine l'album en incluant les pistes de basse. Cette première production comprend les morceaux Escribir todo de nuevo et Colgado. L'idée initiale était d'enregistrer une démo comprenant des morceaux que Nicolás avait composé en enregistrant le deuxième album de Camaron Jackson (son ancien groupe). Mais ce projet intéresse finalement Nicolas, qui décide de laisser ce groupe se reposer un peu et de se consacrer totalement à son projet personnel, pour lequel il demande le soutien de Capi à la batterie.
En 2004, le groupe produit son deuxième album Días negros, qui comprend des morceaux tels que Placa, Tapla et Granjero Infame. Dans cet album, le style musical est plus agressif que le prédécesseur. Pour 2005, le style musical du groupe est reconnu au niveau national grâce à sa participation à la bande-son de la mini-série télévisuelle Misterio avec le morceau Maquina,.
En 2006, ils enregistrent l'album Tecno-Furia, dans l'idée de paraître aussi agressif que possible ; ils commencent à enregistrer les parties de guitares en ré bémol. L'album est seulement partiellement distribué sur Internet en téléchargement libre, avant que le groupe ne prenne une pause.

### Retour
En 2011, le groupe revient et publie en 2012, la version finale de Tecno-Furia pour marquer les dix ans de parcours de Cuchillazo. Rafael Otero est chargé de l'enregistrer entre 2006 et 2011 au studio Descabellado, Capi Baigorria se charge du mixage audio, du mastering et de la couverture de l'album, et est produit par Cuchillazo. Il est présenté le vendredi 16 mars 2012 au Bar Etnias Cultural (centre de Lima) avec les groupes El Hombre Misterioso y Cocaína.
Plus tard, le groupe enregistre le 7 juin 2012 un double album live avec les 32 titres de leurs trois albums : Destruir todo de nuevo'. L'album est officiellement présenté au Tabu Club, Arequipa, le 18 mai 2013 et le 25 mai à La Kasa sin Miedo, Lima. Cuchillazo accompagne les groupes SUDA, El Hombre Mysterio et Los Mortero,. La même année, ils ouvrent en concert pour le groupe The Hives, lors de leur visite au Pérou ; ils sont choisis par le même groupe pour ouvrir leur présentation.
Le groupe participe au festival Vivo x el Rock 6 de 2015. La même année, ils publient leur dernier album, Recaer,  le 16 décembre. Il est enregistré au studio Descabellado, masterisé par Aldo Gilardi au Hitmakers Studio, et mixé et produit par Capi Baigorria, batteur et chanteur du groupe. L'édition et la distribution du disque se font au label Cósmica Discos. L'album est nommé aux Prix Luces 2015 par le journal El Comercio, dans la catégorie du « meilleur album de rock de l'année ». Ils soulignent des morceaux tels que Recaer, El Baile de los muertos et Como una mula,.

### Succès international
Jouant hors du Pérou, le groupe participe au festival argentin Cosquín Rock le dimanche 26 février. Une décennie et demi et cinq albums plus tard, le groupe joue pour la première fois à l'international en 2017. Duarte, qui a voyagé avec La Mente à l'étranger, indique que ce type d'événement sert de vitrine pour montrer son répertoire musical à un public différent, et également pour matérialiser la sortie de son album à l'international,.
Pour sa part, Capi Baigorria déclare que ce serait une nouvelle expérience pour le groupe. « Cette invitation nous surprend, car nous nous sommes toujours consacré à notre public local, le Pérou, Lima », déclare-t-il.« Nous ne savions pas trop quoi jouer parce qu'ils nous avaient mis sur une scène de "reggae thématique" et ici au Pérou, Cuchillazo n'est pas connu comme un groupe de reggae, mais nous sommes heureux et motivés d'avoir été choisis », ajoute-t-il
Mais le voyage s'avère difficile, le groupe n'ayant pas le budget nécessaire pour se rendre à Cordoue, où le concert est organisé. C'est pourquoi ils lancent une participation collaborative. Enfin, ils réussissent à atteindre le montant requis et être en mesure de faire leur présentation. Ils jouent également au Macadam Bar de Córdoba le vendredi 24 février et au Niceto Club de Buenos Aires, le mardi 28 février, avec Tick Topper et Knei

## Membres
- Nicolás Duarte Soldevilla - guitare, chant
- Rafael Otero - basse, chœurs
- Capi Baigorria - batterie, chœurs, chant

## Discographie

### Albums studio
- 2003 : Cuchillazo
- 2004 : Dias negros
- 2009 : Tecno-furia
- 2015 : Recaer

### Albums live
- 2013 : Destruir todo de nuevo
- 2017 : Bestia Acústica